# Demecser
Demecser – miasto na Węgrzech, w komitacie Szabolcs-Szatmár-Bereg, w powiecie Ibrány-Nagyhalász.